# Общественная наблюдательная комиссия
Общественная наблюдательная комиссия (ОНК) по защите прав человека в местах принудительного содержания — один из 85 региональных общественных органов в России, контролирующих соблюдение прав человека в местах принудительного содержания соответствующего региона. Общественные наблюдательные комиссии образованы на основании Федерального закона № 76 от 10 июня 2008 г. Совет Общественной палаты устанавливает число членов в ОНК субъектов федерации, которое должно составлять от 5 до 40 человек.

## История закона об ОНК
Разработка и принятие Государственной Думой РФ закона о формировании и работе общественных наблюдательных комиссий заняли почти 8 лет Архивная копия от 5 марта 2016 на Wayback Machine: от внесения законопроекта 4 октября 2000 г. до вступления в силу № 76-ФЗ с 1 сентября 2008 г. Законопроект под названием «Об общественном контроле за обеспечением прав лиц, находящихся в местах изоляции, и о содействии общественных объединений в работе учреждений и органов, исполняющих наказания, и мест содержания под стражей» внесла межфракционная группа из 8 депутатов Госдумы 3-го созыва, большинство из которых входили в комитет по делам общественных объединений и религиозных организаций: А. С. Давыдов (Аграрная группа), В. И. Зоркальцев (КПРФ), С. А. Ковалёв (Союз правых сил), Е. Ф. Лахова (Отечество, позднее — Единая Россия), Г. Н. Махачев (Народный депутат, позднее — Единая Россия), А. В. Чекис (Аграрная группа), А. В. Чуев (независимый депутат, позднее — Родина), Т. В. Ярыгина (Яблоко). Двое из этих 8 депутатов — Сергей Ковалёв и Гаджи Махачев — сами находились в местах заключения в советское время. С. Ковалёв ранее получил известность как участник «Инициативной группы по защите прав человека в СССР» (в 1969—1974 гг.; первая правозащитная организация в стране) и как первый Уполномоченный по правам человека в РФ (в 1994—1995 гг.). Текст законопроекта в редакции 2000 г. написали несколько юристов в области уголовного права: д. ю. н. С. Е. Вицин, д. ю. н. А. С. Михлин, к. ю. н. С. А. Пашин и к. ю. н. М. Ф. Полякова.
В пояснительной записке Архивная копия от 15 июля 2014 на Wayback Machine основная идея законопроекта излагается следующим образом: «Государственные институты, в задачи которых входит ограничение прав и свобод человека, не могут быть свободны от контроля со стороны общества, так как эти институты призваны защищать не собственные, а общественные интересы. В свою очередь, общество, будучи вправе требовать от государственных учреждений безусловного исполнения законов и соблюдения прав человека, не должно оставаться безучастным к проблемам правоохранительных органов, учреждений пенитенциарной системы, в которых права заключенных нарушаются в большинстве случаев не по злому умыслу, а по причине отсутствия необходимых, в том числе материальных, условий.» Также, по мнению депутатов, внесших законопроект, представители правозащитных общественных организаций должны допускаться в состав ОНК в разрешительном порядке. Лицом, наделяющим полномочиями кандидатов в члены ОНК от организаций, в редакции законопроекта 2000 г Архивная копия от 15 июля 2014 на Wayback Machine является Уполномоченный по правам человека в РФ: ввиду соответствующего профиля деятельности Уполномоченного и его независимости от органов исполнительной власти. Другими основными отличиями версии 2000 г. от закона, принятого в 2008 г., являлись меньшие размеры региональных ОНК (от 3 до 10 человек), возможность одному общественному объединению выдвигать до 5 кандидатур в состав ОНК, то есть в некоторых случаях полностью формировать ОНК из своих представителей и 2-летний срок полномочий членов ОНК, без ограничения повторных назначений. Кроме того, в законопроекте предполагалось, что ОНК составляет «план мероприятий общественного контроля» на срок до 3 месяцев, который она согласует с соответствующими прокуратурами региона, затем проводит посещения мест принудительного содержания в соответствии с этим планом и по итогам посещений составляет акт. Этот итоговый акт ОНК отправляет: 1) в посещенные учреждения или в вышестоящие органы исполнительной власти, и 2) в региональную или в соответствующую специализированную прокуратуру. Органы и должностные лица должны принять меры по устранению выявленных нарушений и в течение 30 дней ответить ОНК о результатах рассмотрения акта.
Госдума приняла закон об ОНК в 1-м чтении 16 сентября 2003 г., во 2-м и в 3-м чтениях — соответственно, 23 апреля и 21 мая 2008 г.

#### Порядок образования ОНК[5][6][7]
Срок полномочий ОНК составляет 3 года. За 90 дней до истечения этого срока секретарь Общественной палаты уведомляет — в «Российской газете» и в официальной газете соответствующего региона (в Москве это «Вестник мэра и правительства Москвы» Архивная копия от 26 марта 2014 на Wayback Machine) — о начале выдвижения кандидатур в новый состав ОНК. Кандидатов выдвигают общественные объединения (не более 2 человек от одного объединения), имеющие государственную регистрацию, занимающиеся защитой прав человека и существующие не менее 5 лет. При этом если прокуратура или соответствующий орган исполнительной власти вынесли общественному объединению предупреждение о недопустимости осуществления экстремистской деятельности (согласно закону № 114-ФЗ от 25 июля 2002 г. «О противодействии экстремистской деятельности»), объединение теряет право выдвижения кандидатов в члены ОНК на 1 год со дня такого предупреждения. Кандидатами в члены ОНК могут быть граждане России старше 25 лет, имеющие опыт защиты прав граждан, причем не обязательно являющиеся членами того общественного объединения, которое их выдвигает. Членами ОНК не вправе становиться лица, имеющие судимость, адвокаты, работники прокуратуры, государственные (муниципальные) служащие или лица на государственной (муниципальной) службе, а также лица, 3 раза подряд назначавшиеся в предыдущие составы ОНК этого региона. Не позднее 60 дней после уведомления о начале выдвижения кандидатур, общественное объединение направляет секретарю Общественной палаты заявление о выдвижении кандидата в состав ОНК и прилагает к заявлению документы, которые подтверждают, что и общественное объединение, и кандидат соответствуют установленным требованиям. Затем, не позднее 80 дней после уведомления, совет Общественной палаты принимает решение об утверждении или отклонении кандидата в члены ОНК, сообщает о своем решении в организацию-заявитель и, в случае положительного решения, в 10-дневный срок выдает кандидату мандат члена ОНК. Когда таким образом утверждено не менее 2/3 от установленного числа членов ОНК, состав ОНК признается правомочным. Секретарь Общественной палаты сообщает в «Российской газете» и в официальной газете региона об образовании региональной ОНК, указывает Ф. И. О. членов ОНК и адрес комиссии (См., например, сообщение об образовании ОНК Москвы Архивная копия от 29 июля 2014 на Wayback Machine). В течение 30 дней с образования правомочного состава ОНК члены ОНК должны собраться на первое заседание комиссии. Со дня этого заседания прекращаются полномочия прежнего состава ОНК и начинается отсчет 3-летнего срока полномочий нового состава. На первом заседании члены ОНК утверждают регламент комиссии, выбирают председателя ОНК и его (её) заместителя или заместителей. Также совет Общественной палаты проводит дополнительный набор в региональную ОНК, если: 1) число имеющихся членов ОНК недостаточно для правомочного состава, и при этом 2) не менее 3 общественных объединений, имеющих право выдвигать кандидатов в ОНК, обращаются к секретарю Общественной палаты с предложением образовать ОНК в данном регионе.
Региональный прокурор вправе внести в совет Общественной палаты представление о прекращении деятельности текущего состава ОНК, если, по мнению прокуратуры, ОНК неоднократно нарушает законодательство или систематически занимается деятельностью, противоречащей установленным целям работы ОНК. Совет Общественной палаты вправе приостанавливать или прекращать деятельность региональной ОНК на основании такого представления. Кроме того, с представлением о прекращении полномочий индивидуального члена ОНК в совет Общественной палаты может обратиться сама ОНК или общественное объединение, выдвинувшее данного члена ОНК, если, по их мнению, член ОНК не исполняет свои обязанности. Совет Общественной палаты принимает решение на основании такого обращения. Если полномочия члена ОНК были прекращены по какой-либо причине, то в течение 30 дней с появления вакансии в ОНК общественное объединение (не обязательно то же самое, от которого был выдвинут выбывший член ОНК) вправе подать в совет Общественной палаты заявление о выдвижении кандидата в ОНК. Совет принимает решение об утверждении или отклонении кандидата в течение 20 дней со дня получения заявления.
Члены ОНК не получают заработную плату или иное вознаграждение за свою деятельность, но общественное объединение, выдвинувшее члена в состав ОНК, компенсирует ему (ей) расходы, связанные с осуществлением полномочий ОНК. Также общественные объединения, выдвинувшие членов ОНК, оказывают информационное и материально-техническое содействие работе комиссии в целом. Если общественное объединение было ликвидировано или преобразовано в форме разделения, то полномочия тех членов ОНК, которых оно выдвинуло, прекращаются.

#### Места принудительного содержания[5]
Местами принудительного содержания согласно № 76-ФЗ от 10 июня 2008 г., в которых общественные наблюдательные комиссии призваны контролировать соблюдение прав человека, являются:
- Места содержания под стражей подозреваемых и обвиняемых в совершении преступлений:
  - следственные изоляторы уголовно-исполнительной системы,
  - изоляторы временного содержания, находящиеся в ведении:
    - органов внутренних дел,
    - и органов пограничной службы;
- Учреждения уголовно-исполнительной системы, исполняющие наказание в виде лишения свободы;
- Места отбывания административного задержания и административного ареста;
- Центры временного содержания для несовершеннолетних правонарушителей, находящиеся в ведении органов внутренних дел;
- Учебно-воспитательные заведения закрытого типа для несовершеннолетних;
- Гауптвахты и дисциплинарные воинские части.
- Специальные учреждения для временного содержания иностранных лиц и лиц без гражданства, постановленных судом на высылку и реадмиссию.

#### Виды деятельности ОНК:[5][9]
- Посещение мест принудительного содержания с целью контроля за соблюдением прав лиц, находящихся в местах принудительного содержания: ОНК уведомляет о планируемом посещении региональный орган (например, управление ФСИН), в ведении которого находятся контролируемые места принудительного содержания, указывая в уведомлении намеченные места посещения и даты посещения. ОНК также вправе аналогичным образом уведомить о планируемом посещении регионального прокурора и прокуроров специализированных прокуратур. Посещение ОНК не требует разрешения от контролируемого органа или учреждения. Посещение места принудительного содержания проводят не менее двух членов ОНК. Посещающие члены ОНК вправе беседовать с лицами, находящимися в местах принудительного содержания, и иметь доступ в помещения, в которых содержатся или могут находиться данные лица.
- Участие в комиссиях исправительных учреждений, которые решают вопросы о переводе осужденных из одних условий отбывания наказания в другие (в порядке статьи 87 УИК РФ).
- Рассмотрение обращений:
  - от лиц, находящихся в местах принудительного содержания,
  - от иных лиц, которым стало известно о нарушениях прав человека в местах принудительного содержания;
- По результатам контроля:
  - написание заключений, предложений и обращений (рекомендательного характера),
  - направление заключений, предложений и обращений в компетентные органы власти, заинтересованные общественные организации и средства массовой информации.

#### Ограничения деятельности ОНК:[5]
- Если в месте принудительного содержания: а) содержится близкий родственник члена ОНК, или б) содержится лицо, являющееся участником судопроизводства по уголовному делу, в котором участником судопроизводства является и член ОНК, — то данный член ОНК не вправе осуществлять контроль данного места принудительного содержания, пока имеются условия а) или б).
- При беседе членов ОНК с подозреваемыми или обвиняемыми, содержащимися под стражей, условия беседы должны позволять представителям администрации следственного изолятора или изолятора временного содержания видеть и слышать участников беседы;
- Члены ОНК могут разглашать данные предварительного расследования только с разрешения следователя или дознавателя (в порядке статьи 161 УПК РФ).
- Проведение общественного контроля членами ОНК не должно препятствовать проведению процессуальных действий (недоступная ссылка) (недоступная ссылка с 14-06-2016 [3319 дней]).
- Члены ОНК при своей работе обязаны соблюдать нормативные акты, регулирующие работу мест принудительного содержания, и выполнять законные требования администрации мест принудительного содержания.
- Когда в местах принудительного содержания введен режим особых условий (в порядке статьи 85 УИК РФ), члены ОНК могут посещать такие места принудительного содержания только с согласия федерального или регионального органа власти, в ведении которого находятся данные учреждения.

## Численность Общественных наблюдательных комиссий
По данным на 2020 год численность ОНК колебалась по регионам России от 4 до 40 членов. По сообщению секретаря Общественной палаты Российской Федерации Л. Ю. Михеевой в правомочном составе с 1 июля по 31 декабря 2019 года были образованы ОНК 45 субъектов Российской Федерации, численностью от 4 до 40 человек каждая. При этом численность ОНК была следующей:
- 4 чел. — 1 регион (Магаданская область);
- 5 чел. — 4 региона (Калмыкия, Курская область, Ненецкий автономный округ и Чукотский автономный округ);
- 6 чел. — 3 региона (Брянская область, Липецкая область, Томская область)
- 7 чел. — 1 регион (Чеченская Республика);
- 8 чел. — 2 региона (Хакасия, Ульяновская область);
- 9 чел. — 3 региона (Марий Эл, Чувашия, Тамбовская область);
- 10 чел. — 4 региона (Дагестан, Тверская область, Костромская область, Орловская область);
- 11 чел. — 3 региона (Мордовия, Татарстан, Белгородская область);
- 12 чел. — 3 региона (Адыгея, Ивановская область, Пензенская область);
- 14 чел. — 1 регион (Воронежская область);
- 15 чел. — 1 регион (Тюменская область);
- 16 чел. — 2 региона (Башкирия, Омская область);
- 18 чел. — 2 региона (Алтайский край, Пермский край);
- 19 чел. — 2 региона (Владимирская область, Самарская область);
- 20 чел. — 2 региона (Тульская область, Челябинская область);
- 21 чел. — 3 региона (Иркутская область, Московская область, Новосибирская область);
- 24 чел. — 1 регион (Кировская область);
- 27 чел. — 2 региона (Республика Коми, Нижегородская область);
- 32 чел. — 1 регион (Ростовская область);
- 40 чел. — 4 региона (Москва, Санкт-Петербург, Краснодарский край, Свердловская область).

## Критика
4 августа 2014 года состоялась выдача мандатов новым членам общественных наблюдательных комиссий за местами принудительного содержания, дополнительный набор которых состоялся в мае этого года. К итогам выборов как минимум 20 кандидатов намерены подавать судебный иск к Общественной палате, члены которой по их мнению нарушили закон «Об общественном контроле». По нему решения по кандидатам в ОНК принимает совет палаты, однако в июне регламент был изменен и совет рассматривал список кандидатов, предложенный недавно созданной комиссией по общественной безопасности и взаимодействию с ОНК, руководит которой глава организации «Офицеры России» Антон Цветков. В комиссию входят представители организаций «Союз генералов» и созданное бывшими активистами провластного движения «Наши» «Стопхам», в объективности которых возникли сомнения из-за кулуарности и того, что «эти люди все-таки больше ориентированы на сотрудничество с государственными органами, а не с гражданским обществом»
В среде радикальных оппозиционеров деятельность ОНК публично критиковала Надежда Низовкина, сопредседатель Бурятского регионального отделения движения «Солидарность». Неоднократно сталкиваясь с сотрудниками московской ОНК во время задержаний и принудительной госпитализации в психиатрическую больницу им. Ганнушкина (27 февраля 2012 года), Низовкина выступала против полномочий данной структуры, считая её квазиправозащитной. По мнению Низовкиной, ОНК сотрудничает с правоохранительными органами, действует в целях подавления процессуальной независимости заключенных и в принудительном порядке навязывает обвиняемому своё представительство его интересов. С аналогичных позиций действия сотрудников ОНК критиковали некоторые другие оппозиционеры, в частности,Татьяна Стецура, Павел Шехтман, (получивший 15 суток административного ареста за оскорбление члена ОНК Антона Цветкова), Геннадий Строганов, Вера Лаврешина.
21 октября 2016 года стал известен новый состав ОНК. В числе прочих в комиссию вошел бывший глава СИЗО № 2 «Бутырка» фигурант «списка Магнитского» Дмитрий Комнов. Правозащитники и члены ОНК предыдущего состава сочли такой выбор участников комиссии дискредитирующим саму идею общественного наблюдения за содержанием арестантов.
26 марта 2017 после всероссийской антикоррупционной прогулки в Саратове возле отдела полиции № 6 был задержан журналист, член ОНК Саратовской области Александр Никишин, который пришел туда, чтобы узнать подробности задержания оппозиционеров. Через несколько часов он обратился к председателю региональной ОНК, бывшему сотруднику ФСБ Владимиру Незнамову с жалобами на условия содержания, недопуск адвоката и пытки включающие в себя запрет посещать туалет и отказ сотрудников отдела полиции дать ему стакан воды. Владимир Незнамов на обращение не отреагировал, проверку условий содержания не провел и рекомендовал подчиненному обратиться в органы прокуратуры. По мнению Никишина, подобная позиция главы ОНК обусловлена его прошлым в ФСБ и близкими отношениями с действующей властью. По мнению журналиста, подобное поведение Незнамова дискредитирует областную общественную организацию.